# Oscar Damiani
Pour les articles homonymes, voir Damiani.
Giuseppe Damiani dit Oscar (né le 15 juin 1950 à Brescia en Lombardie), est un joueur international de football italien, qui évoluait au poste d'attaquant, avant d'ensuite devenir agent de joueurs.

## Biographie

### Carrière de joueur

#### En club
Il débute avec les pro sous les couleurs du Lanerossi Vicence durant l'été 1969 après avoir été formé par les jeunes de l'Inter. Il conquiert tout de suite une place de titulaire lors de sa première saison (1969-1970).
Avec le club biancorosso, il inscrit en tout 9 buts en championnat, et dispute le premier match de Serie A de sa carrière le 14 septembre 1969 lors d'un succès 3-2 sur le SSC Napoli.

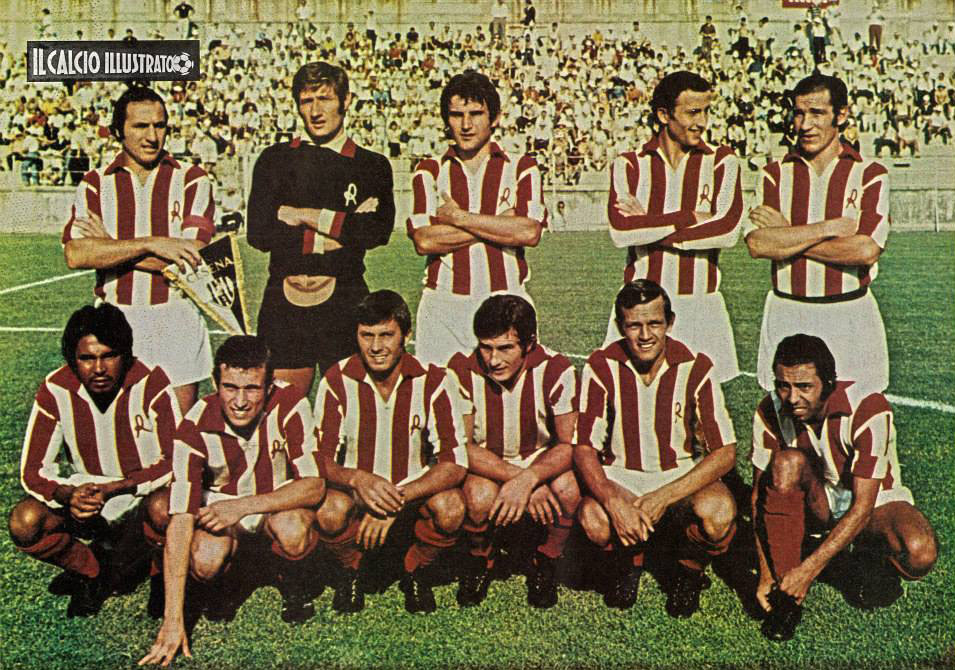
Damiani (à genoux, deuxième à gauche) avec le Lanerossi Vicence au cours de l'été 1971

Il rejoint ensuite le club du SSC Napoli, avant de rejoindre la Juventus. Il y joue son premier match le 28 août 1974 lors d'une victoire 4-0 sur Varèse en coupe d'Italie, ainsi que sa dernière rencontre le 25 avril 1976 lors d'un nul 1-1 contre la Roma en championnat.
Il passe ensuite avec les clubs du Genoa (disputant une saison de Serie B) puis du Milan AC (avec qui il joue une autre saison en D2, remportée par les rossoneri). Il y joue son premier match le 22 août 1982 lors d'une victoire 1-0 sur Padoue en championnat, ainsi que sa dernière rencontre le 7 juin 1984 lors d'un nul 1-1 contre la Roma en coupe.
Il termine sa carrière avec le club de Parme et de la Lazio, après avoir fait une parenthèse aux États-Unis avec le club des New York Cosmos (en 1984).
Il inscrit en tout durant sa carrière 71 buts en Serie A (en 327 matchs) et 30 en Serie B, remportant un scudetto avec la Juventus en 1974-1975 et un titre de meilleur buteur de Serie B lors de la saison 1978-1979 avec 17 buts sous les couleurs du Genoa.
Avec 3 buts à son actif, il est pendant longtemps le meilleur buteur du Genoa lors du Derby della Lanterna contre la Sampdoria, avant d'être dépassé en 2009 par Diego Milito.

#### En sélection
Surnommé Flipper, Oscar Damiani reçoit deux sélections avec l'équipe d'Italie (deux matchs amicaux en 1974). 
Il dispute sa première sélection le 28 septembre 1974 lors d'une défaite 1-0 contre la Yougoslavie. Sa seconde et dernière sélection a elle lieu le 29 décembre 1974 lors d'un nul 0-0 contre la Bulgarie.
Oscar Damiani joue également avec l'équipe d'Italie espoirs.

### Agent de joueurs
À peine les crampons raccrochés, Damiani entreprend sa reconversion comme agent sportif. Il s'occupe notamment d'Alessandro Costacurta, Massimo Marazzina, Beppe Signori, Christian Panucci, Marco Simone ou encore Lilian Thuram. 
Il est actuellement l'agent de Tommaso Rocchi, Kevin Constant, Mikaël Silvestre, Andriy Chevtchenko, Sergio Pellissier, Jean-François Gillet ou encore Flavio Roma.

## Palmarès
| Juventus - Championnat d'Italie (1) : - Champion : 1974-75. - Vice-champion : 1975-76. |  | Genoa - Championnat d'Italie D2 : - Meilleur buteur : 1978-79 (17 buts). |  | Naples - Coupe d'Italie : - Meilleur buteur : 1979-80 (6 buts). |  | Milan AC - Championnat d'Italie D2 (1) : - Champion : 1982-83. |